# Слесарев, Юрий Степанович
Юрий Степанович Слесарев (22 августа 1947, Евпатория, Крымская область — 10 мая 2025) — советский и российский пианист, профессор МГК им. Чайковского, преподаватель ЦМШ, лауреат международных и всесоюзных конкурсов, дипломант IV Международного конкурса им. П. И. Чайковского (Москва, 1970), народный артист РФ (2005).

## Биография
Родился в г. Евпатории (Крым). В 1966 году окончил Центральную музыкальную школу и поступил в Московскую консерваторию (класс В. К. Мержанова). В 1971—1973 годах занимался в ассистентуре-стажировке. В годы обучения принимал участие в ряде конкурсов, в том числе Международном конкурсе пианистов в Лидсе (Великобритания, 1969). С 1973 года начал работать в Московской консерватории в качестве ассистента В. К. Мержанова. Занимался с будущими лауреатами международных конкурсов (А. Нерсесян, Т. Шебанова).
С 1984 года — доцент кафедры специального фортепиано (в 1986 г. получил ученое звание доцента), с 1996 года — профессор.
В 1985 году начал преподавать также на фортепианном отделении Центральной музыкальной школы.
С 1986 года вёл собственный класс в Московской консерватории.
С 1992 года — заместитель декана фортепианного факультета, в 1997—2001 годах — и. о. декана.
С 2007 года — профессор кафедры специального фортепиано под руководством профессора В. К. Мержанова, ныне — под руководством М. С. Воскресенского.
Проводил мастер-классы в России, Германии, США, странах бывшей Югославии. Неоднократно председательствовал в Государственных экзаменационных комиссиях в консерваториях Нижнего Новгорода, Алма-Аты, Российской академии музыки им. Гнесиных, Института искусств г. Уфы и других.
Участвовал в работе жюри Всероссийского конкурса (1993), международных конкурсов во Владикавказе (1997), Симферополе (1998), Лондоне (1998). Продолжал активную деятельность в качестве члена жюри различных музыкальных конкурсов.
Умер 10 мая 2025 года в возрасте 77 лет. Похоронен в Москве на Троекуровском кладбище (уч.35).

## Творческая деятельность
Систематическую концертную деятельность ведет с 1969 г. В программу одного из первых своих клавирабендов пианист включил произведения Моцарта, Мендельсона, Шопена, Стравинского, Шостаковича.
Репертуар включает произведения западноевропейской, русской классики, современных композиторов. Первый исполнитель ряда сочинений Л. Бобылева, Н. Каретникова и других. Выступает с оркестрами под управлением В. Дударовой, Г. Рождественского, играет в ансамблях.
В числе выдающихся учеников Слесарева лауреаты престижных международных конкурсов, преподаватели Московской консерватории им. Чайковского — Вершинин Александр Александрович, Максимов Евгений Иванович, Грязнов Вячеслав Владимирович.

### Дискография
«Мелодия»
- Д. Шостакович Прелюдия и фуга A-dur 1970 г.
- А. Касьянов Прелюдии 1978 г.
- С. Рахманинов Соната № 2, Вариации на тему Корелли, Прелюдии, Этюд-картины 1981 г.
- И. С. Бах — С. Фейнберг Две хоральные прелюдии 1985 г.
- М. Равель «Отражения» 1990 г.
- И. Стравинский Три фрагмента из балета «Петрушка» 1990 г.

«Русские сезоны» (компакт-диск)
Н. Каретников Квинтет для фортепиано и струнного квартета 1991 г.
Фирма «MCI classics» (USA) 1997 г. (компакт-диск)
- Л. ван Бетховен Соната C-dur ор. 2 № 3
- Ф. Шопен Анданте спианато и полонез, Ноктюрн ор. 15 F-dur
- С. Рахманинов Соната ор. 36 b-moll

Фирма «Vista Vera» (Россия)
- Э. Лало Соната для виолончели и фортепиано a-moll 1996 г.
- С. Прокофьев Баллада для виолончели и фортепиано op. 15 1996 г.
- Э. Денисов Соната для виолончели и фортепиано 1996 г.
- А. Шнитке Соната для виолончели и фортепиано 1996 г.
- Ф. Шопен 24 этюда 1999 г.
- С. Рахманинов Соната для фортепиано и виолончели 1999 г.

Член Правления Объединения педагогов фортепиано (European piano teachers association — ЭПТА в России).
Член Правления Общества им. Шопена и общества им. Рахманинова.
Член Правления Фонда «Крымский Мост».

## Оценки
О выступлении Слесарева на конкурсе в Монтевидео (1972) газета «El Pais» писала:
«Юрий Слесарев играет поэтически проникновенно, с чистым и глубоким чувством, с благородством, добиваясь высокого стиля исполнения».
Среди достоинств игры Юрия Слесарева его педагог, Виктор Карпович Мержанов отмечал лирическую проникновенность, стройность художественных замыслов, что проявляется и в интерпретации фортепианных концертов Бетховена (№ 4), Шопена (№ 1), Чайковского (№ 1), Рахманинова (№ 3, Рапсодия на тему Паганини).